# Portici
Portici is een Italiaanse gemeente, die onderdeel uitmaakt van de metropolitane stad Napels.  Portici ligt aan de voet van de Vesuvius. Portici heeft 53.801 inwoners (2019) en is de op twee na dichtstbevolkte gemeente van heel Italië. Tot 1 januari 2015 behoorde Portici nog tot de voormalige provincie Napels, in de regio Campanië. De oppervlakte bedraagt 4,52  km², de bevolkingsdichtheid is 11.903 inwoners per km² (2019).
In Portici staat een van de koninklijke paleizen van het Huis Bourbon: het paleis van Portici.
De volgende frazioni maken deel uit van de gemeente: Bellavista.

## Demografie
Het aantal inwoners daalde in de periode 1991-2019 met 22% volgens cijfers uit de tienjaarlijkse volkstellingen van ISTAT.

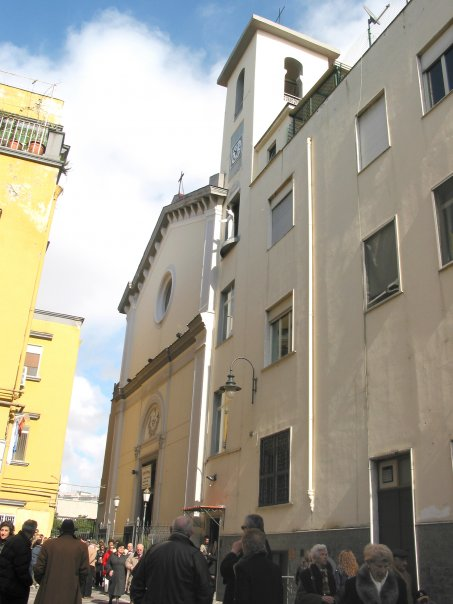
Kerk Immacolata Concezione, Portici

| Jaar | Inwoneraantal |
| ---- | ------------- |
| 1991 | 68.980        |
| 2001 | 60.218        |
| 2019 | 53.801        |

## Geografie
De gemeente ligt op ongeveer 29 m boven zeeniveau.
Portici grenst aan de volgende gemeenten: Napoli, Ercolano.

## Geboren in Portici
- Marie Louise van Bourbon (1745-1792), koningin- en keizerin-gemalin van het Heilige Roomse Rijk
- Karel IV van Spanje (1748-1819), koning van Spanje
- Guglielmo Ferrero (1871-1942),  historicus, journalist en schrijver
- Jules Pierre Van Biesbroeck (1873-1965), kunstenaar
- Fritz Dennerlein (1936-1992), waterpolospeler en zwemmer